# The M.G.M. Album
| Críticas profissionais | Críticas profissionais |
| Avaliações da crítica  | Avaliações da crítica  |
| Fonte                  | Avaliação              |
| ---------------------- | ---------------------- |
| Allmusic               | [ 1 ]                  |

The M.G.M. Album é um álbum do cantor e pianista norte-americano Michael Feinstein. O álbum foi lançado em 1989 pela Elektra Records e as faixas do álbum são músicas de filmes da Metro-Goldwyn-Mayer.

## Faixas
| N.º            | Título                                           | Compositor(es)                     | Duração |  |
| 1.             | "MGM Fanfare"                                    |                                    | 0:16    |  |
| 2.             | "That's Entertainment!"                          | Howard Dietz / Arthur Schwartz     | 2:04    |  |
| 3.             | "It's a Most Unusual Day"                        | Harold Adamson / Jimmy McHugh      | 3:52    |  |
| 4.             | "Time After Time"                                | Sammy Cahn / Jule Styne            | 4:37    |  |
| 5.             | "Spring, Spring, Spring"                         | Gene DePaul / Johnny Mercer        | 3:34    |  |
| 6.             | "Friendly Star/This Heart of Mine"               | Ralph Freed / Mack Gordon / Warren | 6:00    |  |
| 7.             | "Our Love Affair"                                | Roger Edens / Arthur Freed         | 4:06    |  |
| 8.             | "Please Don't Say No, Say Maybe"                 | Sammy Fain / Ralph Freed           | 3:26    |  |
| 9.             | "Wonder Why"                                     | Nicholas Brodszky / Sammy Cahn     | 3:44    |  |
| 10.            | "All I Do Is Dream of You/You Are My Lucky Star" | Nacio Herb Brown / Arthur Freed    | 5:26    |  |
| 11.            | "If I Only Had a Brain"                          | Harold Arlen / E.Y. "Yip" Harburg  | 6:33    |  |
| 12.            | "You and I"                                      | Leslie Bricusse                    | 3:31    |  |
| 13.            | "Singin' in the Rain"                            | Nacio Herb Brown / Arthur Freed    | 3:08    |  |
| 14.            | "That's Entertainment! (Reprise)"                | Howard Dietz / Arthur Schwartz     | 1:46    |  |
| Duração total: | Duração total:                                   | Duração total:                     | 52:03   |  |